# Res nullius
Res nullius és una expressió llatina que significa "cosa de ningú" utilitzada per designar les coses que no han pertangut a cap persona i, per tant, mai han tingut propietari.
No s'ha de confondre amb la res derelictae que sí que ha tingut propietari però l'ha abandonat.
La principal importància de la res nullius és que pot ser objecte d'ocupació doncs, simplement, apropiant-se de la cosa s'esdevé propietari sense que calgui el transcurs d'un temps com és el cas de la usucapió.